# DCAF7
DCAF7 (англ. DDB1 and CUL4 associated factor 7) – білок, який кодується однойменним геном, розташованим у людей на короткому плечі 17-ї хромосоми. Довжина поліпептидного ланцюга білка становить 342 амінокислот, а молекулярна маса — 38 926.
| 10         |  | 20         |  | 30         |  | 40         |  | 50         |
| ---------- |  | ---------- |  | ---------- |  | ---------- |  | ---------- |
| MSLHGKRKEI |  | YKYEAPWTVY |  | AMNWSVRPDK |  | RFRLALGSFV |  | EEYNNKVQLV |
| GLDEESSEFI |  | CRNTFDHPYP |  | TTKLMWIPDT |  | KGVYPDLLAT |  | SGDYLRVWRV |
| GETETRLECL |  | LNNNKNSDFC |  | APLTSFDWNE |  | VDPYLLGTSS |  | IDTTCTIWGL |
| ETGQVLGRVN |  | LVSGHVKTQL |  | IAHDKEVYDI |  | AFSRAGGGRD |  | MFASVGADGS |
| VRMFDLRHLE |  | HSTIIYEDPQ |  | HHPLLRLCWN |  | KQDPNYLATM |  | AMDGMEVVIL |
| DVRVPCTPVA |  | RLNNHRACVN |  | GIAWAPHSSC |  | HICTAADDHQ |  | ALIWDIQQMP |
| RAIEDPILAY |  | TAEGEINNVQ |  | WASTQPDWIA |  | ICYNNCLEIL |  | RV         |

A: Аланін

C: Цистеїн

D: Аспарагінова кислота

E: Глутамінова кислота

F: Фенілаланін

G: Гліцин

H: Гістидин

I: Ізолейцин

K: Лізин

L: Лейцин

M: Метіонін

N: Аспарагін

P: Пролін

Q: Глутамін

R: Аргінін

S: Серин

T: Треонін

V: Валін

W: Триптофан

Кодований геном білок за функцією належить до білків розвитку. 
Задіяний у таких біологічних процесах, як убіквітинування білків, альтернативний сплайсинг. 
Локалізований у цитоплазмі, ядрі.